# Локавець (Лашко)
Локавець (словен. Lokavec) — поселення в общині Лашко, Савинський регіон, Словенія. Висота над рівнем моря: 357,9 м.